# Ceratojoppa cornuta
Ceratojoppa cornuta là một loài tò vò trong họ Ichneumonidae.